# Antoni Franciszek Paterski
Antoni Franciszek Paterski (ur. 10 października 1880 w Lipnikach, zm. 9 lutego 1959 w Goszczanowie) — działacz społeczny związany z Ochotniczą Strażą Pożarną w Goszczanowie.

## Życie prywatne
Był pierworodnym synem Michała i Józefy małżonków Paterskich. W 1881 wraz z rodzicami zamieszkał w Koźminku, gdzie wychowywał się w wielodzietnej rodzinie. W 1908 poślubił Helenę Wojciechowską. Na stałe zamieszkał w Goszczanowie, gdzie Helena urodziła mu czterech synów. W 1924 Urząd Starszych Zgromadzenia Rzeźniczego w Opatówku nadał Antoniemu dyplom mistrzowski w sztuce rzeźniczej. W Goszczanowie prowadził masarnię. Jako znawca zwierząt rzeźnych wielokrotnie pełnił również funkcję lokalnego weterynarza.

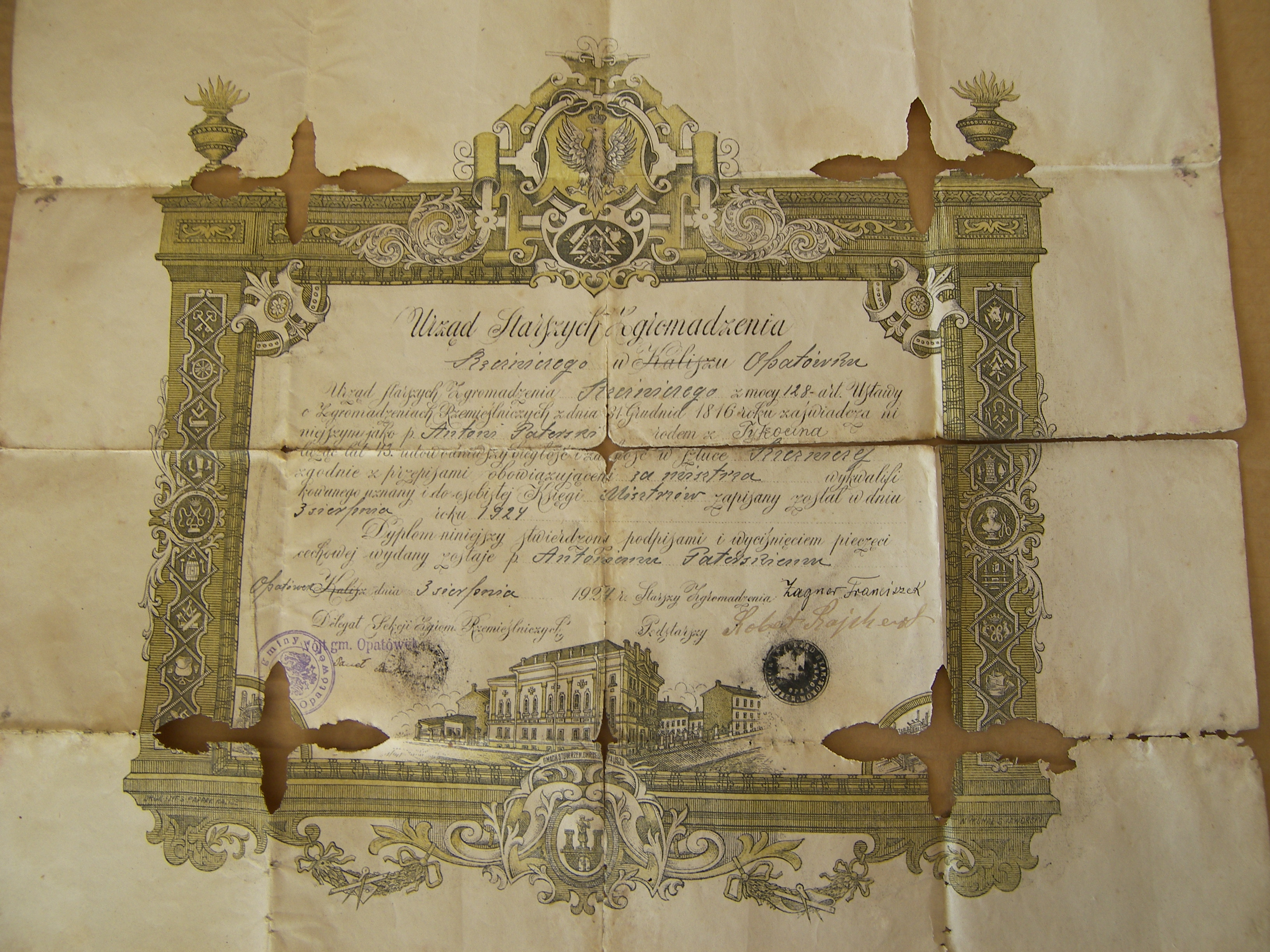
Dyplom rzemieślniczy Antoniego Paterskiego z 3 sierpnia 1924 r.

## Działalność na rzecz pożarnictwa
Współorganizator i pierwszy naczelnik ochotniczej straży ogniowej w Goszczanowie. Funkcję naczelnika pełnił do 1959. W 1917 ukończył dzielnicowe kursy pożarnicze w Uniejowie. W 1921 uczestniczył w ogólnokrajowym zjeździe delegatów straży pożarnych II RP w Warszawie. W okresie międzywojennym Antoni objął również funkcję naczelnika rejonowego ochotniczych straży pożarnych. W 1937 został uhonorowany przez premiera gen. F. S. Składkowskiego brązowym Krzyżem Zasługi RP – za zasługi na polu pracy zawodowej i społecznej. Udział w zawodowych wykładach i ćwiczeniach pozwolił mu kształcić na szkoleniach kadrę wyspecjalizowanych strażaków dla lokalnych jednostek. Był również współorganizatorem m.in. Ochotniczej Straży Pożarnej w Głuchowie. Zarząd Główny Związku Ochotniczych Straży Pożarnych w Warszawie przyznał pośmiertnie Antoniemu złoty Medal „Za Zasługi dla Pożarnictwa”.